# Günter Anlauf

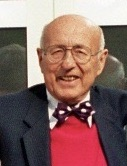
Günter Anlauf (1993)

Günter Anlauf (* 10. Februar 1924 in Großhartmannsdorf, Landkreis Bunzlau, Schlesien; † 25. Oktober 2000 in Berlin) war ein deutscher Bildhauer und Grafiker.

## Leben

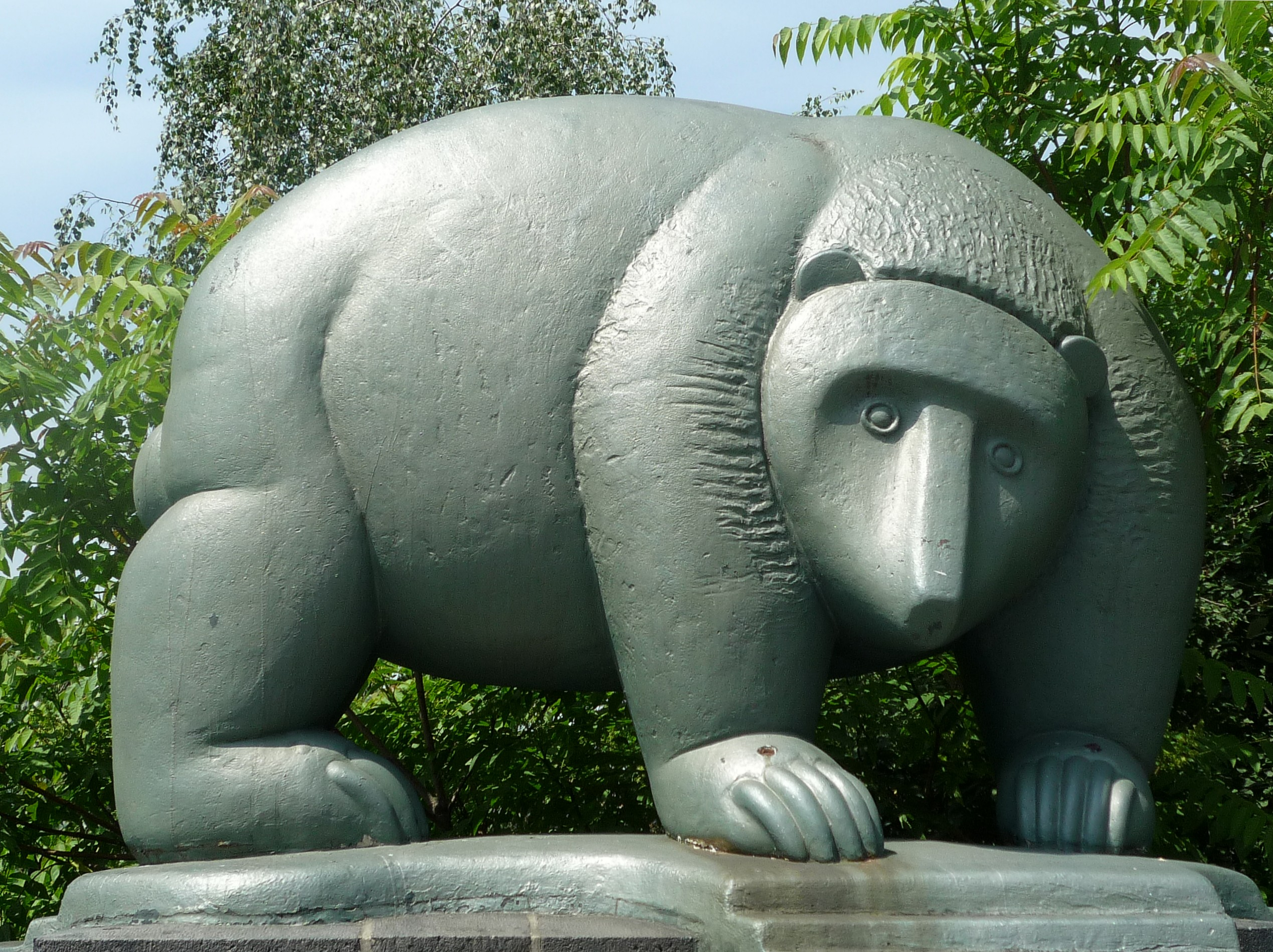
Bär (1981) an der Moabiter Brücke in Berlin Bezirk Mitte

Als Sohn des Landarztes  Alfred Anlauf und seiner Frau Frida wuchs Günter Anlauf mit seiner zwei Jahre älteren Schwester Marianne im schlesischen Großhartmannsdorf auf. Erste Modellierarbeiten entstanden während seiner Oberschulzeit von 1939 bis 1942. 1942 erfolgte die Einberufung in die Wehrmacht. Günter Anlauf beantragte am 20. Dezember 1942 die Aufnahme in die NSDAP und wurde rückwirkend zum 1. September desselben Jahres aufgenommen (Mitgliedsnummer 9.331.764).
1945 kehrte er nach schwerer Verletzung aus sowjetischer Gefangenschaft zurück. Am 26. August 1946 stellte der Antifaschistische Ausschuss Neusalza-Spremberg (CDU, SED) Anlauf eine Unbedenklichkeitserklärung aus, nach der er wegen nur nomineller Mitgliedschaft in der NSDAP und auf Grund seines jugendlichen Alters unter Amnestie fiel. Er studierte von 1946 bis 1950 bei Heinrich Drake an der Kunsthochschule Weißensee. 1949 schloss er mit Johanna Wilcke die Ehe, aus der die beiden Söhne Harald (geb. 1954) und Wolfgang (geb.1957) hervorgingen.

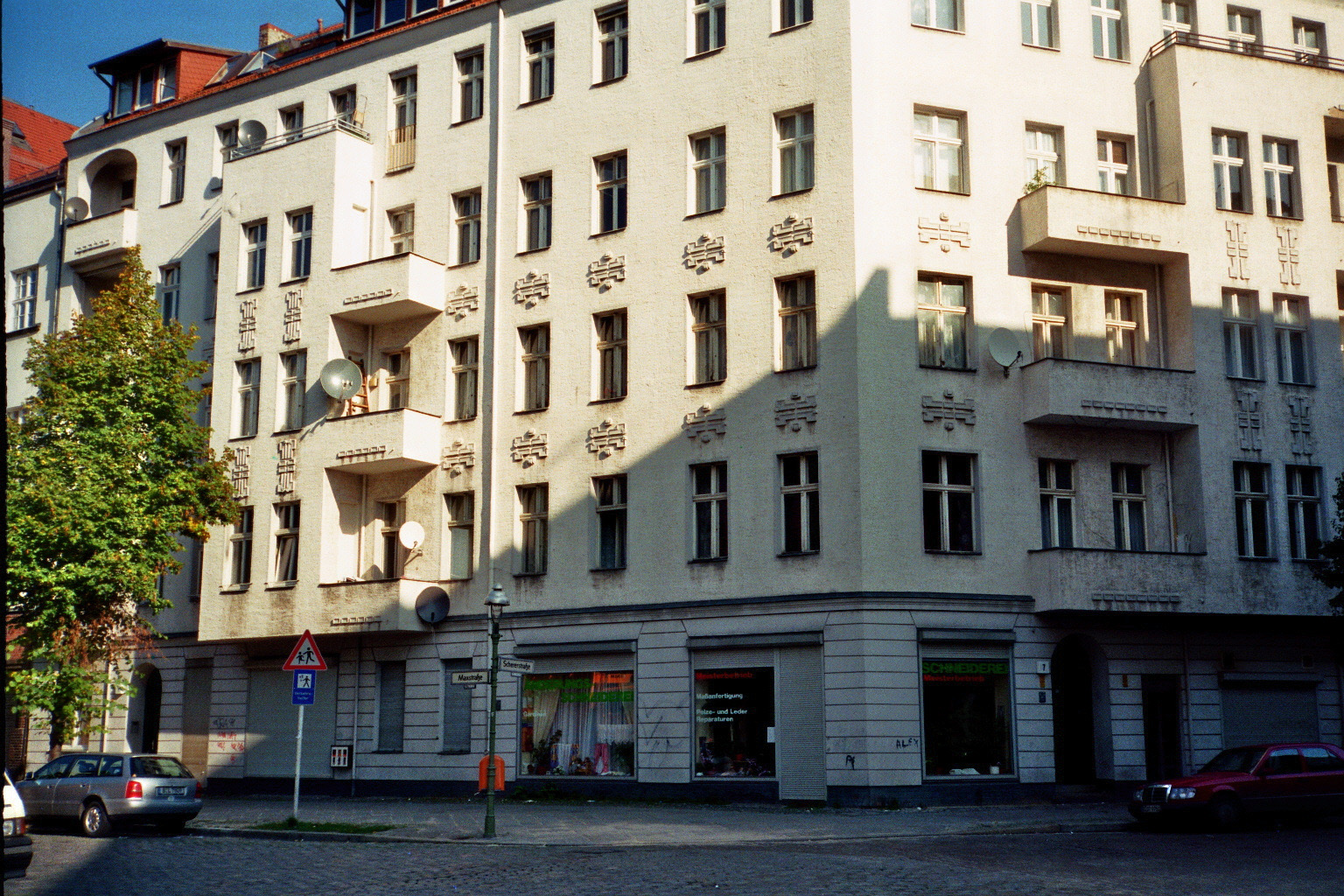
Hausfassade in Berlin, Maxstr. Ecke Schererst.

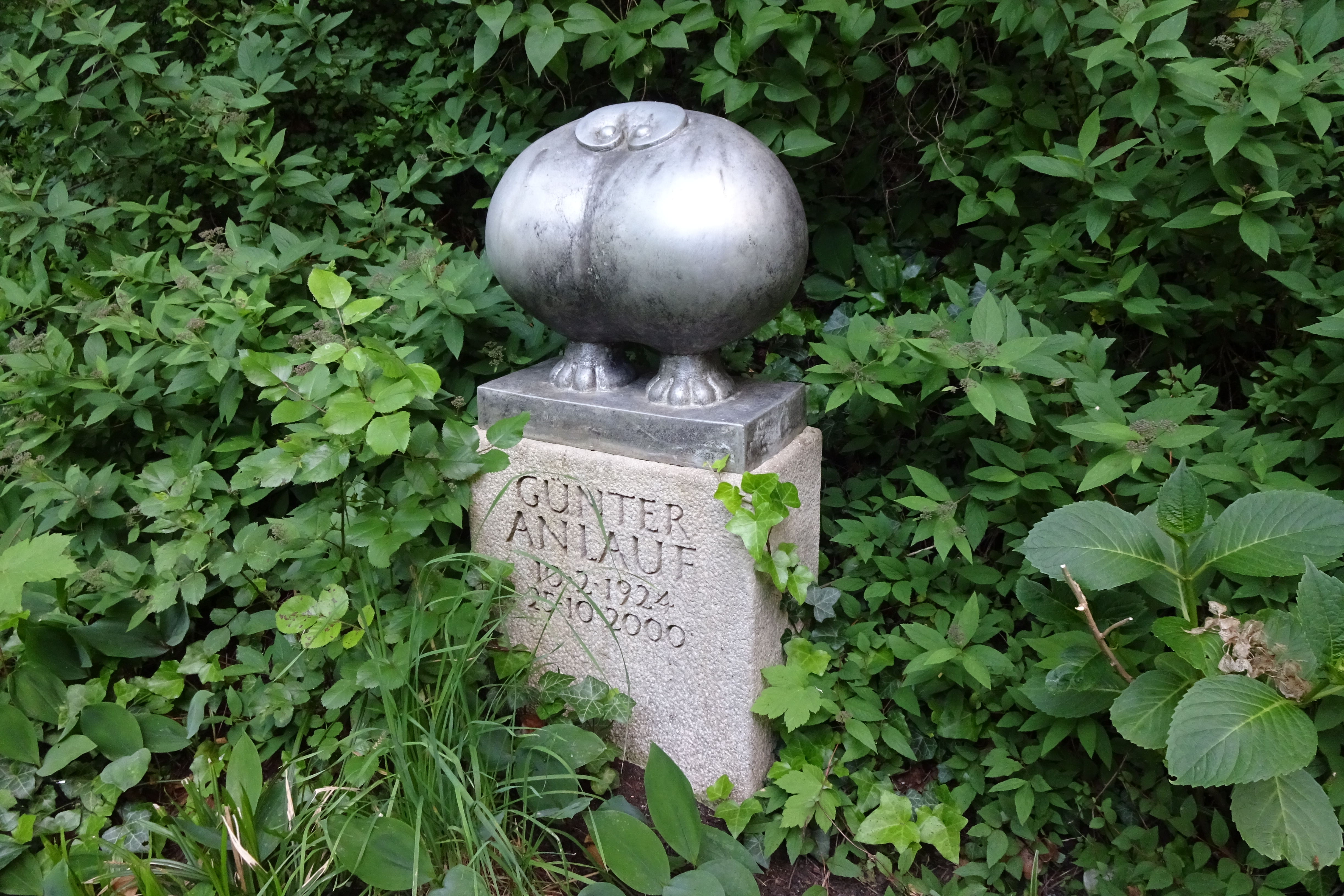
Ehrengrab auf dem Friedhof Heerstraße in Berlin-Westend mit selbst geschaffenem Grabmal

Von 1952 bis 1954 absolvierte er eine Steinmetz- und Bildhauerlehre. Er wurde 1959 zusammen mit seinen Künstlerfreunden Günter Bruno Fuchs und Robert Wolfgang Schnell, denen er zeitlebens freundschaftlich verbunden blieb, einer der Mitbegründer der Galerie zinke, die 1962 wieder geschlossen wurde. Auch als langjähriger Vorsitzender und später 2. Vorsitzender der Freien Berliner Kunstausstellung (FBK) hat er sich um seine Kollegen und eine spezifisch Berliner Kunstausübung verdient gemacht.
In den Jahren 1956–1983 war er als Restaurator am Schloss Charlottenburg angestellt. Im Rahmen dieser Arbeit nahm er vom 28. Juni bis zum 31. August 1980 an einer Ausstellung der Galerie im Kloster Cismar unter dem Titel Berliner Bildhauer aus dem Schloss Charlottenburg stellen aus teil. Im Zentrum stand die Restauration und der „posthume Vollzug einer Planungskonzeption aus dem Jahr 1705“, an der sechs Bildhauer beteiligt waren, die sowohl ihr Wirken beim denkmalpflegerischen Wiederaufbau des Schlosses als auch eigene bildhauerische Arbeiten präsentierten. Neben Günter Anlauf waren Katharina Szelinski-Singer, Karl Bobek, Joachim Dunkel, Harald Haacke und Emanuel Scharfenberg vertreten. Seit 1975 beschäftigten ihn zunehmend auch städtebauliche Fragestellungen, was zur Entwicklung zeitgemäßer Bauornamente und die Gestaltung von ca. 75 Berliner Hausfassaden mit entsprechenden Betongussteilen führte.
Seine Werke, darunter verschiedene Bären, stehen an  öffentlichen Stellen in Berlin und an anderen Orten, zum Beispiel an der Strandpromenade in Grömitz. Zu den bekanntesten Werken zählen u. a. die Attikafiguren im Schloss Charlottenburg, der Autobahn-Bär am ehemaligen innerdeutschen Grenzübergang in Berlin-Heiligensee/Stolpe, die Bären an der Moabiter Brücke, die Rousseausäule im Berliner Tiergarten oder die Jahreszeiten-Säulen im Berliner Martin-Luther-Krankenhaus.
Günter Anlauf starb Ende Oktober 2000 im Alter von 76 Jahren in Berlin an den Folgen einer Lungenentzündung. Er hinterließ die Gattin Riki von Falken und seine beiden Söhne. Die Beisetzung fand am 25. November 2000 auf dem landeseigenen Friedhof Heerstraße im heutigen Ortsteil Berlin-Westend statt. Sein Grab schmückt eine seiner heiteren skurrilen Figuren aus Aluminium, die auf einem als Grabstein dienenden Steinquader steht.
Die letzte Ruhestätte von Günter Anlauf (Grablage: 3-B-5) ist seit 2020 als Ehrengrab des Landes Berlin gewidmet. Die Widmung galt zunächst für die übliche Frist von zwanzig Jahren, kann anschließend aber verlängert werden.

## Belege
1. ↑  Bundesarchiv R 9361-IX KARTEI/570250
2. ↑  Armin Jäger: Biografien mit braunen Flecken: Berliner Ehrengräber gehören ehemaligen NSDAP-Mitgliedern. In: tagesspiegel.de. 13. November 2022, abgerufen am 31. Januar 2024.
3. ↑   (Dokument aus dem Nachlass des Künstlers)
4. ↑  Hans-Joachim Arndt: Kunst im Kloster Cismar. Berliner Bildhauer aus dem Schloß Charlottenburg stellen aus. In: Kurzeitung Grömitz Nr. 4 1980, Sonderausgabe Galerie Kloster Cismar.
5. ↑  Günter Anlauf, der Vater der Berliner Denkmalbären, ist tot. In: B.Z. 6. November 2000. Abgerufen am 18. November 2019. Hans-Jürgen Mende: Lexikon Berliner Begräbnisstätten. Pharus-Plan, Berlin 2018, ISBN 978-3-86514-206-1. S. 483.
6. ↑  Senatsverwaltung für Umwelt, Verkehr und Klimaschutz: Ehrengrabstätten des Landes Berlin (Stand: Juni 2020) (PDF, 439 kB), S. 1. Abgerufen am 12. August 2020. Anerkennung von Grabstätten als Ehrengrabstätten des Landes Berlin (PDF, 163 kB). Abgeordnetenhaus von Berlin, Drucksache 18/2864 vom 7. August 2020, S. 1 und 4. Abgerufen am 12. August 2020.

| Personendaten    | Personendaten                                   |
| ---------------- | ----------------------------------------------- |
| NAME             | Anlauf, Günter                                  |
| KURZBESCHREIBUNG | deutscher Bildhauer und Grafiker                |
| GEBURTSDATUM     | 10. Februar 1924                                |
| GEBURTSORT       | Großhartmannsdorf, Landkreis Bunzlau, Schlesien |
| STERBEDATUM      | 25. Oktober 2000                                |
| STERBEORT        | Berlin                                          |